# Tortura dello stivaletto

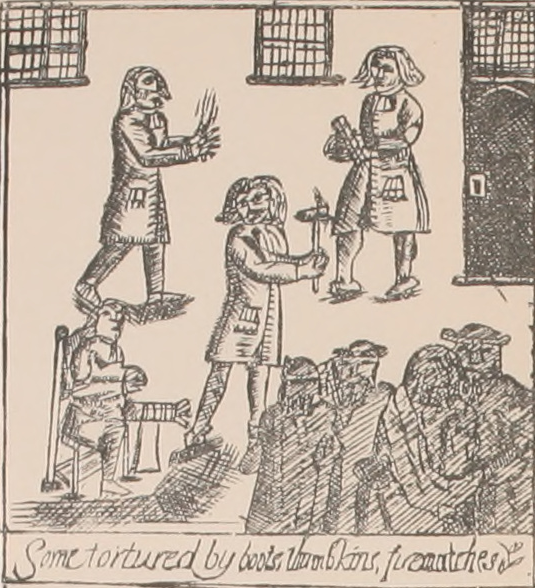
Torture usate sui Covenanti.

La tortura dello stivaletto era un procedimento usato al fine di estorcere alle vittime confessioni vere o fittizie. Il malcapitato inseriva il piede in un parallelepipedo di legno o di metallo contenente cunei dello stesso materiale. La struttura veniva via via stretta intorno all'arto provocando talvolta, oltre alla rottura delle ossa, la fuoriuscita del midollo.